# Escritório das Nações Unidas para Assuntos de Desarmamento

O Escritório das Nações Unidas para Assuntos de Desarmamento (UNODA, na sigla em inglês) é um organismo da Secretaria Geral da ONU estabelecido em 1998. O Escritório está sediado no Edifício do Secretariado, localizado na sede da ONU, em Nova Iorque. Seu objetivo é promover o desarmamento, a não proliferação nuclear e o fortalecimento dos regimes de desarmamento com relação a outras armas de destruição em massa, armas químicas e biológicas. Também promove esforços de desarmamento na área de armas convencionais, especialmente minas terrestres e armas pequenas, que muitas vezes são as armas preferidas em conflitos contemporâneos.

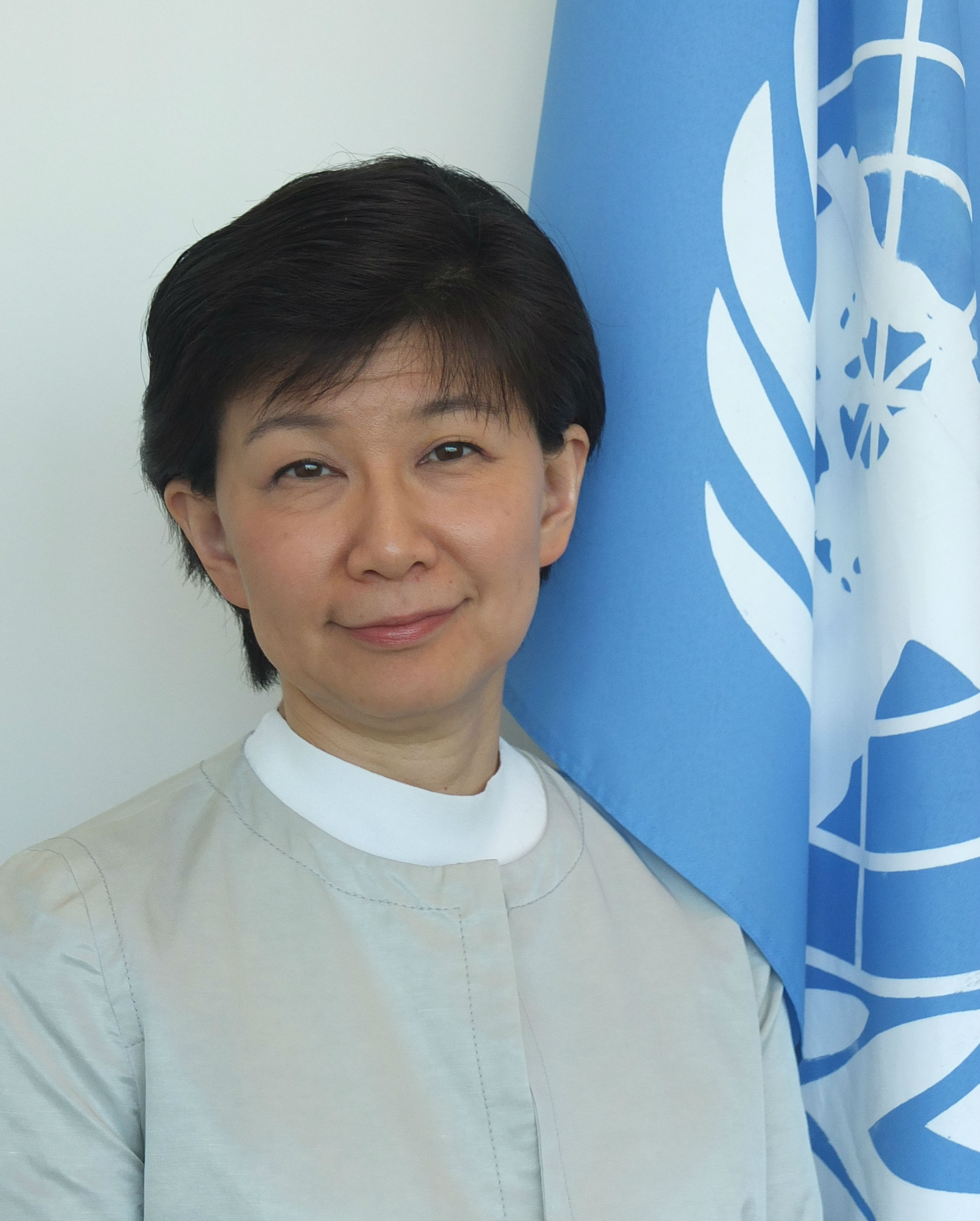
Izumi Nakamitsu, a Secretária-Geral Adjunta e Alta Representante para Assuntos de Desarmamento.

Izumi Nakamistu é a Secretária-Geral Adjunta e Alta Representante para Assuntos de Desarmamento desde 1 de maio de 2017. O Escritório se estabeleceu como parte do plano do Secretário-Geral das Nações Unidas Kofi Annan para reformar a ONU, como foi apresentado no seu relatório à Assembleia Geral em julho de 1997.

## História
Na resolução 1653 de 1961, “Declaração sobre a proibição do uso de armas nucleares e termonucleares”, a Assembleia Geral da ONU afirmou que o uso de armamento nuclear “excederia até o escopo da guerra e causaria sofrimento e destruição indiscriminados à humanidade e à civilização e, como tal, é contrário às regras do direito internacional e às leis da humanidade”.
Originalmente, em 1982, o atual UNODA era um departamento estabelecido pela recomendação do segundo período extraordinário de sessões (SSOD II) da Assembleia Geral. 4 Em 1992, o organismo foi renomeado Centro de Assuntos de Desarmamento, durante a gestão do Departamento de Assuntos Políticos da ONU5 e, no fim de 1997, foi novamente renomeado como Departamento para Assuntos de Desarmamento. Em 2007,5 tornou-se o Escritório das Nações Unidas para Assuntos de Desarmamento5, quando o Ban Ki-moon anunciou a nomeação do brasileiro Sérgio de Queiroz Duarte como Alto Representante para Assuntos de Desarmamento. Depois da sua aposentadoria em fevereiro de 2012, Angela Kane tornou-se a primeira mulher e primeira não-diplomática a assumir o papel.  

## Objetivos
Os objetivos principais do UNODA são promover o desarmamento nuclear, a sua não proliferação, e apoiar o desenvolvimento e a aplicação de medidas práticas de desarmamento ao finalizar um conflito e a reincorporação dos indivíduos envolvidos na sociedade civil.
Além disso, UNODA promove o fortalecimento dos regimes de desarmamento com relação a outras armas de destruição em massa, incluindo armas químicas e biológicas. Também fomente os esforços de desarme na área de armas convencionais, especialmente minas terrestres e armas leves, que são usadas mais frequentemente em conflitos contemporâneos. 

## Organização

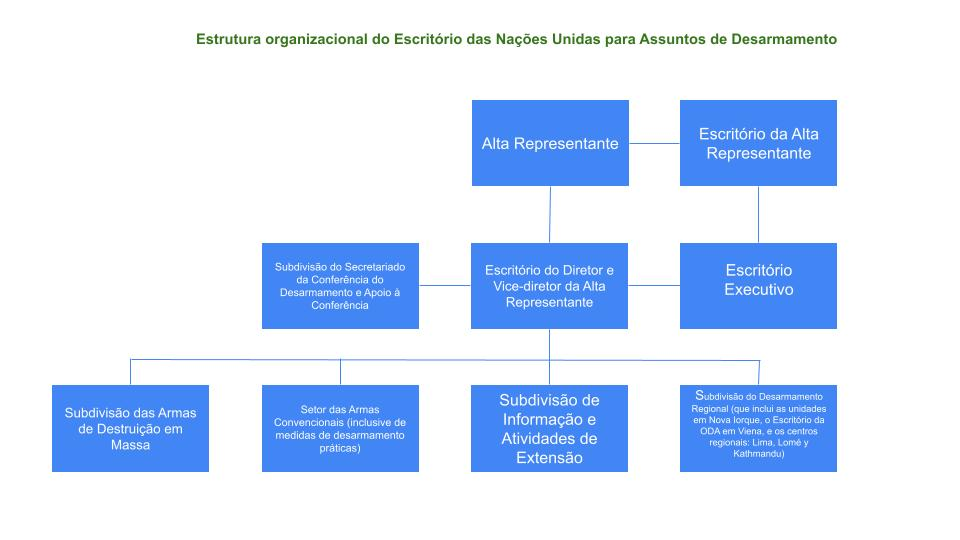
UNODA Structure Portugues

## Atividades

### Subdivisão do Secretariado da Conferência do Desarmamento e Apoio à Conferência
Subdivisão do Secretariado da Conferência do Desarmamento e Apoio à Conferência, com sede em Geneva, oferece um apoio organizacional significativo à Conferência do Desarmamento (CD), o único foro de negócios de desarmamento multilateral da comunidade internacional.

### Subdivisão das Armas de Destruição em Massa
A Subdivisão das Armas de Destruição em Massa oferece apoio significativo na esfera (do combate à utilização) de armas nucleares, químicas e biológicas. Esta Subdivisão apoia e participa nos esforços multilaterais para fortalecer a não proliferação de armas de destruição em massa, e coopera com as organizações intergovernamentais relevantes, e agências especializadas do sistema das Nações Unidas, nomeadamente o IAEA, o OPCW e o CTBTO PrepCom.  

### Subdivisão de Armas Convencionais
A Subdivisão de Armas Convencionais concentra os seus esforços no campo convencional (que abrange todas as armas não consideradas armas leves) com o objetivo de promover a transparência e o reforço de confiança, parando o fluxo de armas leves em regiões de conflito, e desenvolvendo medidas de desarme práticas. É responsável por um apoio determinante às conferências do Programa de Ação das Nações Unidas sobre Armas Leves, ao processo do Tratado de Comércio de Armas, e aos registros de transparência da ONU. A Subdivisão também preside o mecanismo de coordenação interno das armas leves, CASA.   

### Subdivisão de Informação e Atividades de Extensão
A Subdivisão de Informação e Atividades de Extensão organiza uma grande variedade de eventos especiais, produz publicações da UNODA como o Anuário das Nações Unidas sobre Desarmamento e documentos ocasionais, e mantém uma base de dados para áreas especializadas como o Registro de Armas Convencionais, Status of Treaties e Artigo 7- Convenção de Proibição de Minas.

### Subdivisão do Desarmamento Regional
A Subdivisão do Desarmamento Regional (SDR) oferece apoio constante, inclusive serviços de consultoria aos Estados-membros e as organizações regionais e sub-regionais em matéria de medidas de desarmamento e outras questões de segurança relacionadas. Além disso, a SDR supervisiona e coordena as atividades de três centros regionais:  
- Centro Regional das Nações Unidas para a Paz e o Desarmamento em África (UNREC)
- Centro Regional das Nações Unidas para a Paz e o Desarmamento em Ásia e o Pacífico (UNRCPD)
- Centro Regional das Nações Unidas para a Paz e o Desarmamento e o Desenvolvimento na América Latina e o Caribe. (UNLIREC)

## Altos Representantes para o Desarmamento
| Antigos chefes do UNODA e antecessores do UNODA | Antigos chefes do UNODA e antecessores do UNODA | Antigos chefes do UNODA e antecessores do UNODA | Antigos chefes do UNODA e antecessores do UNODA |
| Subsecretário-Geral da ONU                      | País de nacionalidade                           | Anos de Serviço                                 | Secretário-Geral da ONU                         |
| ----------------------------------------------- | ----------------------------------------------- | ----------------------------------------------- | ----------------------------------------------- |
| Jan Mårtenson                                   | Suécia                                          | 1982–1987                                       | Javier Pérez de Cuéllar                         |
| Yasushi Akashi                                  | Japão                                           | 1987–1991                                       | Javier Pérez de Cuéllar                         |
| Prvoslav Davinic                                | Iugoslávia                                      | 1992-1997                                       | Boutros Boutros-Ghali                           |
| Jayantha Dhanapala                              | Índia                                           | 1998–2003                                       | Kofi Annan                                      |
| Nobuyasu Abe                                    | Japão                                           | 2003–2006                                       | Kofi Annan                                      |
| Nobuaki Tanaka                                  | Japão                                           | 2006–2007                                       | Kofi Annan                                      |
| Sérgio de Queiroz Duarte                        | Brasil                                          | 2007–2012                                       | Ban Ki-moon                                     |
| Angela Kane                                     | Alemanha                                        | 2012–2015                                       | Ban Ki-moon                                     |
| Kim Won-soo                                     | Coreia do Sul                                   | 2015–2017                                       | Ban Ki-moon António Guterres                    |
| Izumi Nakamitsu                                 | Japão                                           | 2017–present                                    | António Guterres                                |